# Mauna Kea

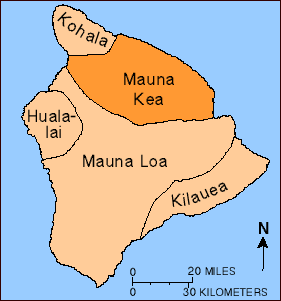
Das Gebiet des Mauna Kea

Der Vulkan Mauna Kea (hawaiisch für Weißer Berg oder Mauna a Wākea) ist mit etwa 4205 m der höchste Berg auf Hawaii. Bezieht man bei der Messung der Höhe den unterhalb der Meeresoberfläche liegenden Anteil mit ein, gilt der Mauna Kea mit 10.203 Metern als höchster Berg der Erde. Mauna Kea wird in der hawaiischen Kultur als ein heiliger Ort angesehen.

## Geologie

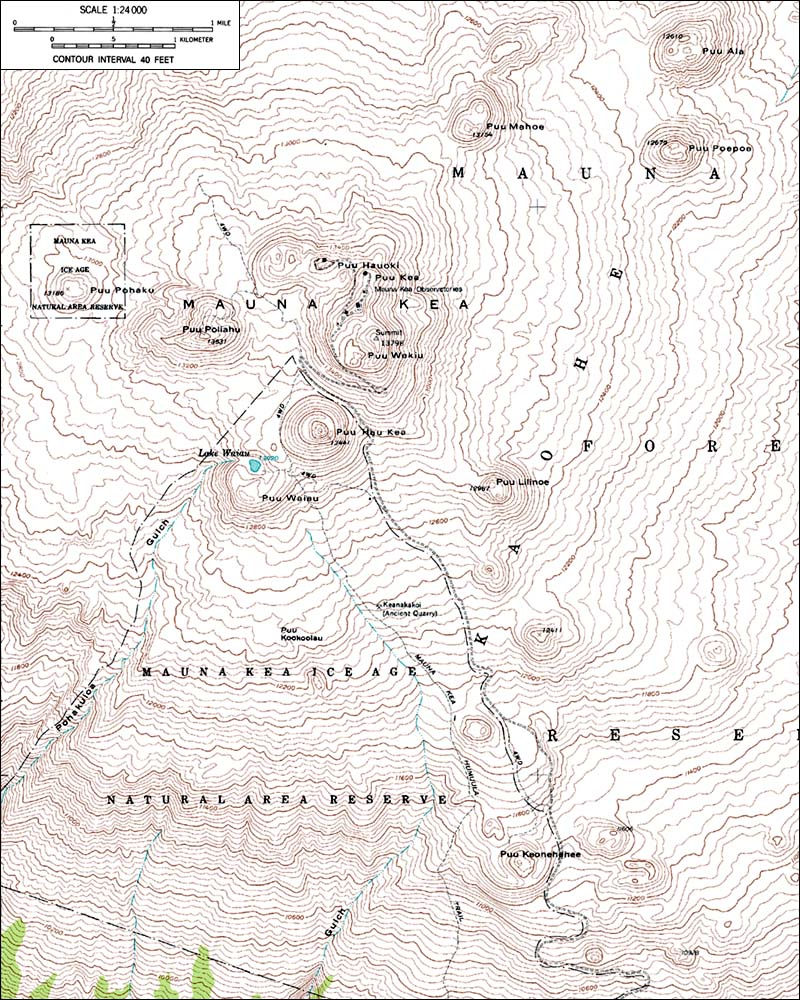
Topographische Karte vom Gipfel des Mauna Kea (Maßstab 1:24.000) von USGS Mauna Kea

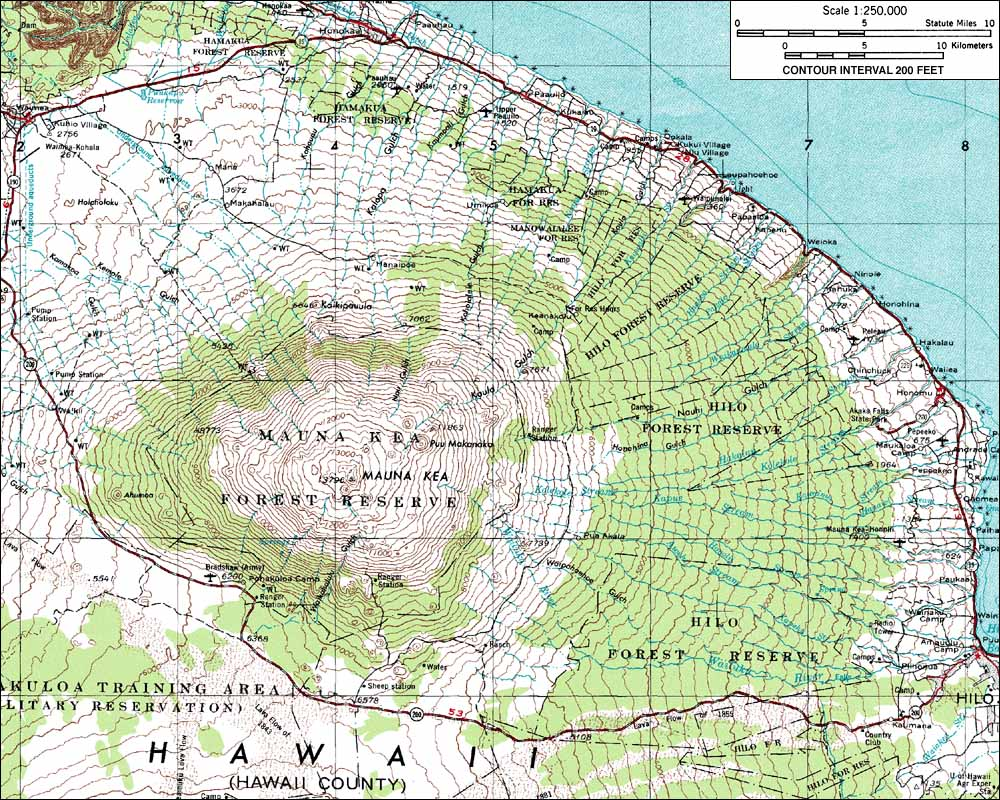
Topographische Karte von Mauna Kea (Maßstab 1:250.000) von USGS Mauna Kea

Der Mauna Kea ist vulkanischen Ursprungs. Vom Meeresgrund etwa 6000 Meter unter der Oberfläche bis zum Gipfel ist er über 10.000 Meter hoch. Da er auf Grund seines hohen Gewichts in den Meeresboden eingesackt ist, liegt der eigentliche Fuß des Berges unter dem Meeresgrund. Vom Fuß bis zum Gipfel ist der Mauna Kea über 17.000 Meter hoch.
Mauna Kea sowie die anderen Vulkane auf Hawaii, Mauna Loa, Hualālai und Kīlauea, sind über einem Hotspot entstanden, an dem aus dem tiefen Erdmantel aufsteigende heiße Aufströme, sogenannte Plumes, Material bis an die Erdoberfläche transportieren. Im Fall von Hawaii wurde die Region mit der pazifischen Lithosphärenplatte durch die Plattentektonik langsam darüberbewegt, wodurch im Abstand vieler Millionen Jahre eine ganze Kette von Vulkaninseln von den Aleuten bis heute mitten im Pazifik gebildet wurde.
Im Gegensatz zu seinem Nachbarn Mauna Loa ist der Mauna Kea derzeit nicht aktiv und gilt als schlafender Vulkan. Sein Alter wird auf eine Million Jahre geschätzt, die ältesten gefundenen Steine wurden auf etwas über 200.000 Jahre datiert. Die letzte aktive Phase mit mindestens sieben Ausbrüchen fand vor ca. 6000 bis vor 4000 Jahren statt. Es gab bereits zuvor Ruhephasen mit einer längeren Dauer als 4500 Jahre, insofern ist die gegenwärtige lange Ruhephase nicht notwendigerweise ein Zeichen für einen erloschenen Vulkan.
Seit 2002 läuft ein Tiefbohrprojekt auf dem Vulkan. Durch die Untersuchung der geförderten Gesteinsproben aus dem Inneren des Vulkans sollen weitere Erkenntnisse über das Erdinnere gewonnen werden.

## Hawaiische Kultur
In der hawaiischen Mythologie nimmt Mauna Kea eine zentrale Rolle ein. Der Berg wird als ein heiliger Ort betrachtet, da seit Generationen die Spitze des Mauna Kea ein besonderer Ort für das Gebet ist. Nach hawaiischem Glauben kann man an der Spitze des Mauna Kea die Verbindung zu seinen Vorfahren aufnehmen und auch selbst nach seinem eigenen Tod mit lebenden Verwandten zusammenkommen.

### Wortherkunft
In der hawaiischen Mythologie wird der Ursprung des Menschen durch eine Partnerschaft zwischen Himmel und Erde erklärt. Der Himmelsvater wird symbolisiert durch den Himmel: schützend spannt er sich über die Erde und den Menschen. Durch die Sterne bietet er Orientierung und leitet uns. Seine Frau ist die Erdmutter, die die Erde geboren hat und nun seine Bewohner nährt.
Mauna Kea ist die Kurzform von Mauna a Wākea. Wākea ist der mythische Vorfahre aller Hawaiier, der auch mit dem Himmelsvater assoziiert wird. Nach hawaiischem Glauben verbindet die Spitze des Mauna Kea die Erde mit dem Himmelsvater und damit mit unserem Ursprung. Deswegen ist die Spitze des Mauna Kea auch der Ort, an dem man im Gebet mit seinen verstorbenen Vorfahren verbunden ist.

## Sternwarte
Auf dem Mauna Kea befindet sich das Mauna-Kea-Observatorium, eine Gruppe internationaler Observatorien, die zusammen die größte Sternwarte der Welt bilden. Darunter befindet sich unter anderem das Keck-Observatorium mit seinen beiden 10-m-Spiegeln, die zu den derzeit leistungsfähigsten Teleskopen weltweit gehören.
Da die Teleskope sehr empfindlich auf Lageveränderungen des Untergrunds reagieren, würde ein typisches Aufblähen des Berges als Zeichen wieder beginnender Aktivität sofort registriert werden.
In Planung ist der Bau eines der größten optischen Teleskope der Welt, des Thirty Meter Telescope. Da der Mauna Kea Teilen der indigenen Bevölkerung jedoch als heiliger Berg gilt, ist dieses Projekt umstritten.

## Trivia
Im Roman Der Wolkenatlas von David Mitchell wollen zwei Charaktere den Berg besteigen, auf dem sich die Sternwarte befindet. Die Menschen im Tal leben in einem postapokalyptischen Setting und glauben, auf dem Berg lebe Old Georgie, ihre Version des Teufels.